# Thijmen Loof
Thijmen Loof (* 15. Juli 2002 in Den Haag) ist ein niederländischer Tennisspieler.

## Karriere
Loof spielte zwischen 2016 und 2020 auf der ITF Junior Tour. Er gewann dort einen Einzel- sowie sieben Doppeltitel bei niedriger dotierten Turnieren. In der Junioren-Rangliste erreichte er mit Platz 112 seine höchste Notierung. 2018 wurde Loof niederländischer Meister der U16-Altersklasse.
Bei den Profis spielte Loof ab 2020 zunächst hauptsächlich auf der drittklassigen ITF Future Tour. Im Einzel schaffte er es bislang einmal in ein Future-Halbfinale und bis auf Platz 961 der Tennisweltrangliste. Im Doppel erzielte er schnell größere Erfolge. 2023 gewann er den ersten Future-Titel, dem er 2024 vier weitere folgen ließ. Ende der Saison 2024 stand er auf Platz 345 der Doppel-Rangliste. Das Jahr 2025 begann mit seinem sechsten Titel der Future Tour. Anschließend nahm er erstmals erfolgreich auch an Turnieren der ATP Challenger Tour teil. In Kigali stand er erstmals im Halbfinale; kurze Zeit später, in Abidjan erreichte er mit seinem Partner Matt Hulme sein erstes Challenger-Endspiel, in dem sie sich in zwei Sätzen gegen Clément Chidekh und Jody Maginley durchsetzten. Nach dem Turnier erreichte er mit Platz 241 sein Karrierehoch.

## Erfolge
| Legende (Anzahl der Siege) |
| Grand Slam                 |
| ATP Finals                 |
| ATP Tour Masters 1000      |
| ATP Tour 500               |
| ATP Tour 250               |
| ATP Challenger Tour (2)    |

### Doppel

#### Turniersiege
| Nr. | Datum          | Turnier             | Belag     | Partner        | Finalgegner                   | Ergebnis           |
| --- | -------------- | ------------------- | --------- | -------------- | ----------------------------- | ------------------ |
| 1.  | 20. April 2025 | Abidjan             | Hartplatz | Matt Hulme     | Clément Chidekh Jody Maginley | 7:63, 6:4          |
| 2.  | 9. August 2025 | Grodzisk Mazowiecki | Hartplatz | Arthur Reymond | Nam Ji-sung Takeru Yuzuki     | 6:4, 6:73, [16:14] |